# Severní Nikósie
Severní Nikósie nebo Severní Lefkósie (turecky Kuzey Lefkoşa) je hlavní a největší město Severokyperské turecké republiky. Zabírá severní část rozděleného města Nikósie a je centrem Lefkóského okresu. Protéká jí z jihu na východ řeka Pedieos. Je centrem vlády a také významným centrem obchodu. Ve městě žije přibližně 61 tisíc obyvatel.
Po kyperských mezikomunitních násilnostech v polovině 20. století bylo v roce 1963 spolu s ostrovem rozděleno mezi Kyperské Řeky a Kyperské Turky i hlavní město Nikósie. Po pokusu Kyperských Řeků o vojenský puč a v souvislosti se snahami řecké vojenské junty o připojení ostrova k Řecku následovala v roce 1974 vojenská invaze Turecka a od té doby považuje mezinárodní společenství severní část města za okupovanou Tureckem.
Ve městě se nachází mnoho obchodů a restaurací, dvě moderní obchodní centra a také jsou zde zábavní centra. Tradiční manufaktury se zabývají výrobou a zpracováním textilu, kůže, keramiky, plastů a jiných produktů. Ve městě sídlí dvě kyperské turecké univerzity.

## Kultura

### Památky
Ve městě se nachází množství památek, zde je seznam několika významných:
- Mešita Selimiye
- Büyük Han
- Mešita Haydar Pasha
- Městské hradby
- Arménský kostel Panny Marie z Tyru

### Muzea
- Muzeum barbarismu (Barbarlık Müzesi)
- Muzeum klasických automobilů (Klasik Otomobil Müzesi)
- Muzeum řádu Mauláwíja (Lefkoşa Mevlevihanesi)
- Etnografické muzeum – sídlo Dervişe Paşi (Derviş Paşa Konağı)

## Partnerská města
- Ankara, Turecko
- Aračinovo, Severní Makedonie
- Bursa, Turecko
- Comrat, Moldavsko
- Gaziantep, Turecko
- Karbinci, Severní Makedonie